# Ріккардо Монтоліво
Рікка́рдо Монтолі́во (італ. Riccardo Montolivo; нар. 18 січня 1985, Мілан, Італія) — італійський футболіст, півзахисник, відомий виступами за «Фіорентину», «Мілан» і національну збірну Італії.

## Клубна кар'єра
Вихованець футбольної школи клубу «Аталанта». Дорослу футбольну кар'єру розпочав 2003 року в основній команді того ж клубу, в якій провів два сезони, взявши участь у 73 матчах чемпіонату. Більшість часу, проведеного у складі «Аталанти», був основним гравцем команди. Допоміг команді здобути підвищення у класі до елітної Серії A.
До складу клубу «Фіорентина» приєднався 2005 року. Наразі встиг відіграти за «фіалок» понад 200 матчів в національному чемпіонаті. Практично відразу став ключовою фігурою півзахисту команди, 2010 року отримав капітанську пов'язку у клубі.
2012 року, після завершення контракту з «Фіорентиною», на правах вільного агента став гравцем «Мілана». Спочатку був стабільним гравцем стартового складу у новій команді, утім з часом його ігровий час поступово зменшувався, а перед початком сезону 2018/19 Монтоліво, якому лишався рік до завершення контракту, був виключений із заявки основної команди «Мілана». 30 червня 2019 року, у день завершення контракту з міланським клубом, офіційно отримав статус вільного агента.

## Виступи за збірні
2001 року дебютував у складі юнацької збірної Італії, взяв участь у 14 іграх на юнацькому рівні (в командах різних вікових категорій), відзначившись 1 забитими голами.
Протягом 2004—2007 років залучався до складу молодіжної збірної Італії. На молодіжному рівні зіграв у 20 офіційних матчах, забив 3 голи.
2008 року захищав кольори олімпійської збірної Італії. У складі цієї команди провів 5 матчів, забив 1 гол. У складі збірної був учасником футбольного турніру на Олімпійських іграх 2008 року у Пекіні.
2007 року дебютував в офіційних матчах у складі національної збірної Італії. У складі збірної був учасником чемпіонату світу 2010 року у ПАР, де взяв участь в усіх іграх групового етапу, який його команді, утім, неочікувано подолати не вдалося.
За два роки, на Євро-2012, починав турнір як гравець резерву, проте вже на стадії плей-оф став гравцем стартового складу італійської команди, яка сягнула фіналу, у якому, утім, італійці з великим рахунком (0:4) поступилися збірній Іспанії. Згодом продовжував регулярно залучатися до матчів національної команди, проте участі у великих турнірах вже не брав, останню гру у формі збірної Італії, яка була для нього 66-ю, провів восени 2017 року.
| Дата       | Місто             | Господарі         | Результат               | Гості             | Турнір                | Голи | Примітки  |
| ---------- | ----------------- | ----------------- | ----------------------- | ----------------- | --------------------- | ---- | --------- |
| 17-10-2007 | Сієна             | Італія            | 2 – 0                   | ПАР               | товариський матч      | -    |           |
| 11-10-2008 | Софія             | Болгарія          | 0 – 0                   | Італія            | Відбір до ЧС 2010     | -    |           |
| 19-11-2008 | Афіни             | Греція            | 1 – 1                   | Італія            | товариський матч      | -    |           |
| 10-02-2009 | Лондон            | Бразилія          | 2 – 0                   | Італія            | товариський матч      | -    |           |
| 06-06-2009 | Піза              | Італія            | 3 – 0                   | Північна Ірландія | товариський матч      | -    |           |
| 10-06-2009 | Преторія          | Італія            | 4 – 3                   | Нова Зеландія     | товариський матч      | -    |           |
| 15-06-2009 | Преторія          | США               | 1 – 3                   | Італія            | Кубок Конфедерацій    | -    |           |
| 18-06-2009 | Йоганнесбург      | Єгипет            | 1 – 0                   | Італія            | Кубок Конфедерацій    | -    |           |
| 21-06-2009 | Преторія          | Італія            | 0 – 3                   | Бразилія          | Кубок Конфедерацій    | -    |           |
| 14-11-2009 | Пескара           | Італія            | 0 – 0                   | Нідерланди        | товариський матч      | -    |           |
| 18-11-2009 | Чезена            | Італія            | 1 – 0                   | Швеція            | товариський матч      | -    |           |
| 03-03-2010 | Монако            | Італія            | 0 – 0                   | Камерун           | товариський матч      | -    |           |
| 05-06-2010 | Женева            | Швейцарія         | 1 – 1                   | Італія            | товариський матч      | -    |           |
| 14-06-2010 | Кейптаун          | Італія            | 1 – 1                   | Парагвай          | ЧС 2010 - 1-й етап    | -    |           |
| 20-06-2010 | Мбомбела          | Італія            | 1 – 1                   | Нова Зеландія     | ЧС 2010 - 1-й етап    | -    |           |
| 24-06-2010 | Йоганнесбург      | Словаччина        | 3 – 2                   | Італія            | ЧС 2010 - 1-й етап    | -    |           |
| 10-08-2010 | Лондон            | Італія            | 0 – 1                   | Кот-д'Івуар       | товариський матч      | -    |           |
| 03-09-2010 | Таллінн           | Естонія           | 1 – 2                   | Італія            | Відбір до ЧЄ 2012     | -    |           |
| 07-09-2010 | Флоренція         | Італія            | 5 – 0                   | Фарерські острови | Відбір до ЧЄ 2012     | -    |           |
| 09-02-2011 | Дортмунд          | Німеччина         | 1 – 1                   | Італія            | товариський матч      | -    |           |
| 25-03-2011 | Любляна           | Словенія          | 0 – 1                   | Італія            | Відбір до ЧЄ 2012     | -    |           |
| 29-03-2011 | Київ              | Україна           | 0 – 2                   | Італія            | товариський матч      | -    |           |
| 03-06-2011 | Модена            | Італія            | 3 – 0                   | Естонія           | Відбір до ЧЄ 2012     | -    |           |
| 07-06-2011 | Льєж              | Італія            | 0 – 2                   | Ірландія          | товариський матч      | -    |           |
| 10-08-2011 | Барі              | Італія            | 2 – 1                   | Іспанія           | товариський матч      | 1    |           |
| 02-09-2011 | Торсгавн          | Фарерські острови | 0 – 1                   | Італія            | Відбір до ЧЄ 2012     | -    |           |
| 06-09-2011 | Флоренція         | Італія            | 1 – 0                   | Словенія          | Відбір до ЧЄ 2012     | -    |           |
| 07-10-2011 | Белград           | Сербія            | 1 – 1                   | Італія            | Відбір до ЧЄ 2012     | -    |           |
| 11-10-2011 | Пескара           | Італія            | 3 – 0                   | Північна Ірландія | Відбір до ЧЄ 2012     | -    |           |
| 11-11-2011 | Вроцлав           | Польща            | 0 – 2                   | Італія            | товариський матч      | -    |           |
| 15-11-2011 | Рим               | Італія            | 0 – 1                   | Уругвай           | товариський матч      | -    |           |
| 29-2-2012  | Генуя             | Італія            | 0 – 1                   | США               | товариський матч      | -    | 46'       |
| 1-6-2012   | Цюрих             | Італія            | 0 – 3                   | Росія             | товариський матч      | -    | 60'       |
| 14-6-2012  | Познань           | Італія            | 1 – 1                   | Хорватія          | ЧЄ 2012 - 1-й етап    | -    | 63' 80'   |
| 24-6-2012  | Київ              | Англія            | 0 – 0 д.ч. (2 - 4 п.п.) | Італія            | ЧЄ 2012 - чвертьфінал | -    |           |
| 28-6-2012  | Варшава           | Німеччина         | 1 – 2                   | Італія            | ЧЄ 2012 - півфінал    | -    | 64'       |
| 1-7-2012   | Київ              | Іспанія           | 4 – 0                   | Італія            | ЧЄ 2012 - Фінал       | -    | 56'       |
| 12-10-2012 | Єреван            | Вірменія          | 1 – 3                   | Італія            | Відбір до ЧС 2014     | -    | 88'       |
| 16-10-2012 | Мілан             | Італія            | 3 – 1                   | Данія             | Відбір до ЧС 2014     | 1    | 85'       |
| 14-11-2012 | Парма             | Італія            | 1 – 2                   | Франція           | товариський матч      | -    | 50'       |
| 6-2-2013   | Амстердам         | Нідерланди        | 1 – 1                   | Італія            | товариський матч      | -    |           |
| 21-3-2013  | Женева            | Італія            | 2 – 2                   | Бразилія          | товариський матч      | -    |           |
| 26-3-2013  | Та-Калі           | Мальта            | 0 – 2                   | Італія            | Відбір до ЧС 2014     | -    |           |
| 7-6-2013   | Прага             | Чехія             | 0 – 0                   | Італія            | Відбір до ЧС 2014     | -    | 90+1'     |
| 11-6-2013  | Ріо-де-Жанейро    | Італія            | 2 – 2                   | Гаїті             | товариський матч      | -    | 55'       |
| 16-6-2013  | Ріо-де-Жанейро    | Мексика           | 1 – 2                   | Італія            | Кубок Конфедерацій    | -    |           |
| 19-6-2013  | Ресіфі            | Італія            | 4 – 3                   | Японія            | Кубок Конфедерацій    | -    |           |
| 22-6-2013  | Сальвадор         | Італія            | 2 – 4                   | Бразилія          | Кубок Конфедерацій    | -    | 26'       |
| 27-6-2013  | Форталеза         | Іспанія           | 0 – 0 д.ч. (7 - 6 п.п.) | Італія            | Кубок Конфедерацій    | -    | 46'       |
| 30-6-2013  | Салвадор          | Уругвай           | 2 – 2 д.ч. (2 - 3 п.п.) | Італія            | Кубок Конфедерацій    | -    | 82', 110' |
| 14-8-2013  | Рим               | Італія            | 1 – 2                   | Аргентина         | товариський матч      | -    | 46'       |
| 10-9-2013  | Турин             | Італія            | 2 – 1                   | Чехія             | Відбір до ЧС 2014     | -    | 86'       |
| 11-10-2013 | Копенгаген        | Данія             | 2 – 2                   | Італія            | Відбір до ЧС 2014     | -    | 82'       |
| 15-10-2013 | Неаполь           | Італія            | 2 – 2                   | Вірменія          | Відбір до ЧС 2014     | -    |           |
| 15-11-2013 | Мілан             | Італія            | 1 – 1                   | Німеччина         | товариський матч      | -    |           |
| 18-11-2013 | Лондон            | Італія            | 2 – 2                   | Нігерія           | товариський матч      | -    | кап. 53'  |
| 5-3-2014   | Мадрид            | Іспанія           | 1 – 0                   | Італія            | товариський матч      | -    |           |
| 31-5-2014  | Лондон            | Італія            | 0 – 0                   | Ірландія          | товариський матч      | -    | кап. 15'  |
| 10-10-2015 | Баку              | Азербайджан       | 1 – 3                   | Італія            | Відбір до ЧЄ 2016     | -    | 89'       |
| 13-10-2015 | Рим               | Італія            | 2 – 1                   | Норвегія          | Відбір до ЧЄ 2016     | -    | 68'       |
| 17-11-2015 | Болонья           | Італія            | 2 – 2                   | Румунія           | товариський матч      | -    | 60'       |
| 29-3-2016  | Мюнхен            | Німеччина         | 4 – 1                   | Італія            | товариський матч      | -    |           |
| 1-9-2016   | Барі              | Італія            | 1 – 3                   | Франція           | товариський матч      | -    | 46'       |
| 6-10-2016  | Турин             | Італія            | 1 – 1                   | Іспанія           | Відбір до ЧС 2018     | -    | 30'       |
| 7-6-2017   | Ніцца             | Італія            | 3 – 0                   | Уругвай           | товариський матч      | -    | 19'       |
| 5-9-2017   | Реджо-нель-Емілія | Італія            | 1 – 0                   | Ізраїль           | Відбір до ЧС 2018     | -    | 89'       |
| Усього     |                   | Матчів            | 66                      |                   | Голів                 | 2    |           |

## Титули і досягнення
- Віце-чемпіон Європи: 2012